# 제2차 세계 대전 후 독일 전차
제2차 세계 대전 후에도 구 독일제 전차를 사용한 국가들이 있다.

## 헤처
체코슬로바키아에서 한동안 생산했으며, 스위스도 이 전차를 사용했는데, 외국의 역사 재현 게임에 등장하는 헤처들은 스위스군에서 방출한 것이거나, 체코슬로바키아군이 사용하던 헤처들이 방출된 것들이다. 참고로, 헤처를 참조하여 개발된 전차가 스웨덴의  Strv103 (소위 "S전차")이다. 미국이나 유럽은 주포 발사 기능이 제거된 것에 한하여 구형 전차들을 민간인이 소유하는 것을 허용하고 있다.

## Sd.Kfz 251 하노마그 장갑차
후기형으로 간략화된 버전이 전후 체코슬로바키아에서 생산되어 주력 장비로 사용했다. 이들도 BMP시리즈로 교체되었고, 하노마그들은 민간에 불하되었다. 외국의 제2차 세계 대전 리인엑트먼트(역사 재현 게임)에 등장하는 하노마그들은 대부분 체코에서 전후에 생산된 것들이다.

## 5호 전차 판터(Sd.Kfz. 171 PzKpfw V Panther)
프랑스도 프랑스에 남겨진 판터 전차들로 전차부대를 편성했다. 503 RCC (Régiment de Chars de Combat)와 6 RC (Régiment de Cuirassiers)가 이들 판터 전차를 사용한 부대다. 그러나 얼마 안가 모두 폐기처분되거나 군사박물관에 보내졌다. 전쟁 당시 혹사에 자신들을 짓밟은 적의 전차를 사용한다는 것이 자존심이 상했던 모양이다. 심지어 티거 1도 사용하기도 했는데, 이 티이거는 소뮤어 군사박물관에 현재 전시 중이다.
한편, 루마니아도 1954년까지 소련군이 제공한 판터 13대를 운용했다.

## 4호 전차(Sd.Kfz. 161 PzKpfw IV)

### 체코슬로바키아
1945년 10월에 21 및 22전차여단을 4호전차 H형으로 편성했다. 이들 전차는 1950년대 후반까지 운용되었고, 이후 시리아에 매각되었다. 체코슬로바키아는 앞서 언급한 헤처와 하노마그도 운용했고, 소련제 T34/85 및 미국, 영국제 전차도 운용했다가 1960년대부터 소련제 전차로 통일되었다.

### 루마니아
루마니아는 1944년 중반에 독일로부터 4호전차 장포신형과 3호 돌격포 G형을 수입했다. 각각 100대라는 설과, 4호전차는 98대, 3호돌격포는 104대~114대라는 설이 있으나 최소한 여단급의 부대를 편성할 수 있을 정도는 되었다. 그러나 수입 후 루마니아는 소련으로 돌아섰고, 이들 전차들은 베를린 공방전에도 투입되었다고 한다. 이들 4호전차와 3호 돌격포들이 얼마나 살아남았는지는 불확실하나, 베를린 공방전 이후에도 한동안은 운용되었을 것으로 보인다. 그리고 앞서 얘기한 것처럼 판터도 운용했다.

### 불가리아
불가리아도 4호 전차를 운용했다. 불가리아도 루마니아처럼 소련이 국경으로 접근하자 독일로부터 4호 전차와 3호 돌격포를 수입했다. 이들 수량은 4호 전차 46대, 3호 돌격포 25대라는 설과 97대와 55대라는 설이 있다. 이들 전차들 중 일부는 현재도 불가리아 독립전사 박물관에 전시되어 있는데, 현역으로 언제까지 운용되었는지는 확실하지 않다.

### 핀란드
핀란드도 4호전차를 1962년까지 운용했다. 이 4호전차들도 루마니아처럼 1944년 중반에 도입한 것인데, 소련군과는 단 한 번도 교전을 치르지 않았고, 독일군과 전투에 투입되었다. 핀란드도 루마니아나 불가리아처럼 1944년 하반기에 소련으로 돌아섰던 것이다.  도입된 4호전차는 J형 15대였다. 핀란드는 이외에 3호 돌격포 59대를 수입했는데, 이  돌격포들도 한동안 운용되었다. 1962년 이후 핀란드는 소련제 장비로 전차 전력을 개편한다.

### 에스파냐
에스파냐는 1943년 독일로부터 4호전차 H형 30대와 3호 돌격포 30대를 수입했다. 그러나 에스파냐가 제2차 세계 대전 중에 중립을 지켰고 덕분에 이 전차들은 그 후에도 살아남아 에스파냐군의 주력 장비가 되었다(이외에 에스파냐는 엔진을 영국제 롤스로이스 엔진으로 교체한 메서슈미트 Bf 109를 운용하기도 했고, 이 덕분에 1950년대와 60년대에 전쟁 영화의 주 촬영장이 되기도 했다. 이때 찍은 영화가 배틀 오브 브리튼과 벌지 대전투이다). 이 전차들은 1960년대에 시리아에 매각되었다.

### 터키
터키도 에스파냐와 같은 해인 1943년에 3호전차 장포신형 56대와 4호전차 G형 15대를 공여했다. 독일은 터키를 전쟁에 끌여들여 독소전쟁에 참전시키려 했고, 그 일환으로 이 전차들을 공여했던 것이다. 그러나 터키는 끝까지 중립을 지켰고 전쟁 끝난 후에도 이 전차들은 얼마간 운용되었으나, 언제까지 운용되었는지는 확실히 알려져 있지 않다. (터키는 소련제 T-26 경전차도 1942년까지 운용했다. 이 전차들은 소련제 T-26 경전차를 퇴역시키고 후계 차량으로 도입된 것이다).

### 시리아
시리아는 1960년대에 체코슬로바키아와 에스파냐로부터 4호전차를 수입했다. 체코슬로바키아는 소련제 전차로, 에스파냐는 미국제 전차로 개편하면서 남아돌게 된 4호 전차를 시리아에 넘긴 것이다. 이 시리아군 소속 4호 전차들은 3차 중동전에서 이스라엘군과 마지막 교전을 펼쳤는데, 이때 이스라엘군의 전차들은 제2차 세계 대전 당시 호각세를 이룬 숙적 M4 셔먼과 그 개량형들이었다. 시리아군의 이 4호전차들은 말 그대로 최후의 전투였고, 이 때문에 많은 외국 사이트에서 시리아군의 4호 전차 사진을 수집하고 제공하고 있다.